# Tachina intaminata
Tachina intaminata är en tvåvingeart som beskrevs av Walker 1853. Tachina intaminata ingår i släktet Tachina och familjen parasitflugor. Inga underarter finns listade i Catalogue of Life.